# Jakob von Hartmann
Le Baron du Saint-Empire, Jakob von Hartmann, né le  4 février 1795 à Maikammer et mort, le 23 février 1873 à Wurtzbourg est un Général d'infanterie du Royaume de Bavière qui sert lors des Guerres napoléoniennes, lors de la Guerre austro-prussienne et lors de la Guerre franco-allemande de 1870.

## Prime jeunesse et service dans l'Armée française
Jakob von Hartmann est le fils de Georg Hartmann et Barbara Geither. Son oncle maternel est le général français d'origine germanique, Jean-Michel Geither (né Michael Geither). Il intègre l'Armée française au sein du 15e régiment d'infanterie. Deux ans plus tard, il intègre le régiment d'infanterie du Grand-duché de Berg. Diplômé de Saint-Cyr en juillet 1811, il est promu sous-lieutenant puis Lieutenant en décembre de la même année. Il fait les campagnes napoléoniennes de 1814 et 1815 au sein du 27e régiment d'infanterie et est décoré à cette occasion de la Légion d’Honneur.

## Service dans l'Armée bavaroise

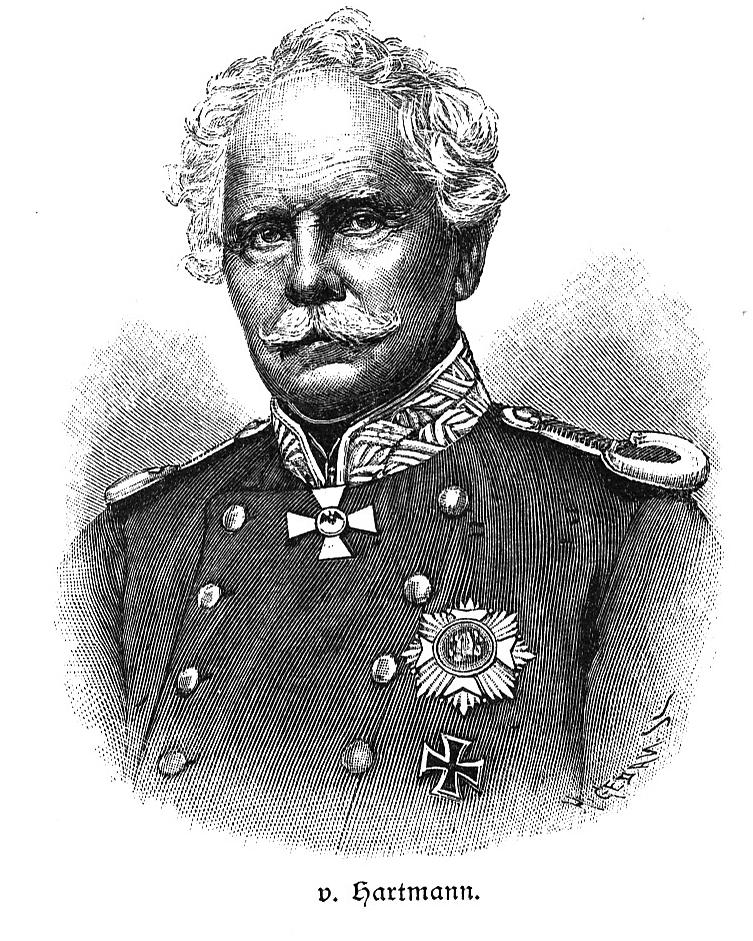
Jakob Von Hartmann en uniforme arborant sa croix de fer Première Classe.

En juillet 1816, il intègre le 10e régiment de ligne bavarois (de) avec le grade de premier lieutenant. En 1818, il est affecté au bureau de topographie. En 1822, il se voit confier le commandement d'une compagnie de pionniers. En 1827, il accepte un poste au sein du ministère de l'Armée bavarois (en). Il est promu capitaine en 1829 et major en 1838. En octobre 1842, il devient l'aide de camp du futur Maximilien II de Bavière.
En décembre 1843, il est fait chevalier de la noblesse bavaroise qui confère à son nom la particule « von ». En 1844, il est promu lieutenant-colonel. Après l'accession au trône de Maximilien II en 1848, il devient l'aide de camp personnel du Roi. Il est promu Colonel et en juin 1849, major général et se voit confier le commandement d'une brigade au sein de la 2e division d'infanterie bavaroise. En 1852, il est à nouveau l'aide de camp du Roi et reprend le commandement de sa brigade en 1855.
Jakob von Hartmann est promu lieutenant-Général en 1861 et est placé à la tête de la garnison de Wurtzbourg. Durant la Guerre austro-prussienne, le royaume de Bavière se range au côté des Autrichiens. Von Hartmann assure le commandement de la 4e division d'infanterie bavaroise qu'il mène au combat contre les Prussiens à Rossdorf et à Hettstadt. Après la défaite de l'Autriche et de ses alliés, Hartmann fut maintenu dans son commandement. En janvier 1869, il atteint le grade de General der Infanterie.
Lors de la Guerre franco-allemande de 1870, la Bavière se rangea au côté de ses ennemis d'antan, le royaume de Prusse. Von Hartmann prend le commandement du 2e corps d'armée royal bavarois qui, avec le 1er corps d'armée royal bavarois de Ludwig von der Tann-Rathsamhausen, rejoint la 3e armée prussienne conduite par Frédéric III. À la tête du deuxième Corps, il prend part à la Bataille de Wissembourg, de Frœschwiller-Wœrth et de Sedan.
Lorsque les armées allemandes approchèrent de Paris, il participe à des combats à Corbeil, Bourg-la-Reine, Petit Bicêtre et à Moulin de la Tour. Le 19 septembre 1870, von Hartmann défait le général Ducrot dans un engagement à Sceaux.
En juillet 1871, il est fait Baron du Saint-Empire. Après la guerre, il garde son commandement jusqu'à sa mort qui survient, le 23 février 1873 à Würzburg.